# Книга обрядів

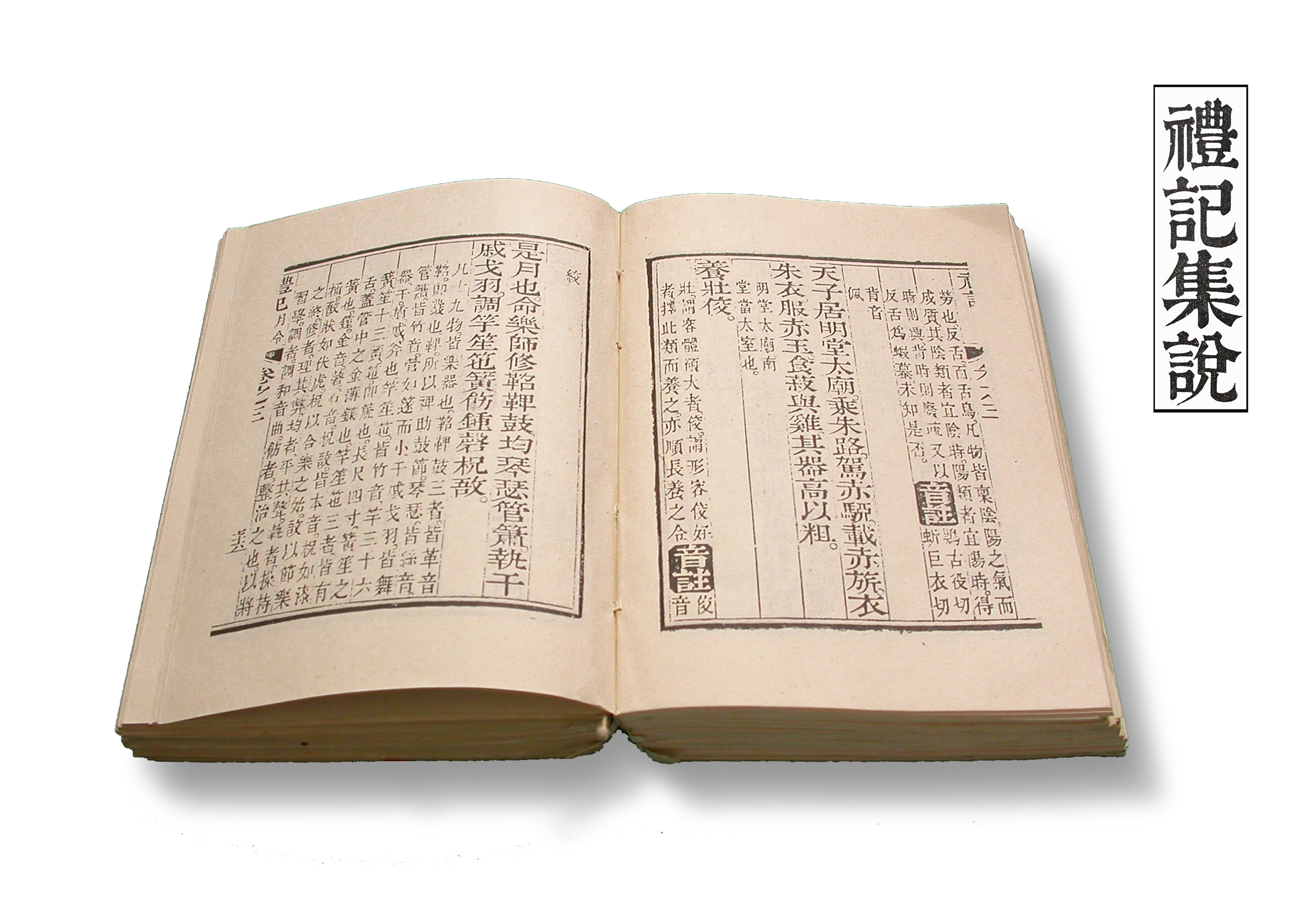
Книга обрядів

Книга обрядів або Лі цзі (спрощ.: 礼记; кит. трад.: 禮記) — одна з класичних книг конфуціанства, складова частина Тринадцятикнижжя. Книга описує соціальні норми суспільства, обряди і придворні церемонії династії Чжоу. Вважається, що оригінальний текст був складений численними знавцями конфуціанства протягом Періоду воюючих держав.
«Лі цзі» слід відрізняти від двох інших збіркок, присвячених церемоніалу Чжоу, див. «Сань лі».
Серед найвпливовіших частин «Лі цзі» - глави "Да сюе" 大學, "Чжунюн" 中庸, "Юе лін" 月令 та " Мінтан вей" 明堂位. Дві перші увійшли до збірки Чотирикнижжя, що складала основу класичної освіти імперського періоду починаючи з династії Мін (1368-1644); третя є складовою частиною «Люй ши чуньцю»; четверта є джерелом реконструкцій головної ритуальної будівлі за назвою Мінтан, відомих починаючи з династії Хань (206 до н.е. - 220 н.е.).